# Чуанг Це (књига)
Чуанг Це је таоистички спис назван по кинеском филозофу Чуанг Цеу. Књига је написана после његове смрти, а садржи интерпретацију његовог учења.
Верује се да је књигу саставио Куо Хсијанг, велики коментатор Чуанг Цеа из 3. века. Књига је збирка таоистичких списа, из различитих фаза развоја таоизма. Није утврђено шта је писао сам Чуанг Це, али се углавном сматра да поглавља која представљају мисао треће фазе таоизма, представљају филозофију самог Чуанг Цеа.